# 阿波川端駅
阿波川端駅（あわかわばたえき）は、徳島県板野郡板野町川端中坪にある、四国旅客鉄道（JR四国）高徳線の駅である。駅番号はT06。

## 歴史
- 1927年（昭和2年）7月15日：阿波鉄道の川端停留場として開業[2]。
- 1933年（昭和8年）7月1日：阿波鉄道国有化により鉄道省の駅となる[2]。同時に阿波川端駅に改称[2]。
- 1970年（昭和45年）4月1日：無人駅化[3][4]。
- 1987年（昭和62年）4月1日：国鉄分割民営化により、JR四国の駅となる[2]。

## 駅構造
単式ホーム1面1線を有する地上駅。

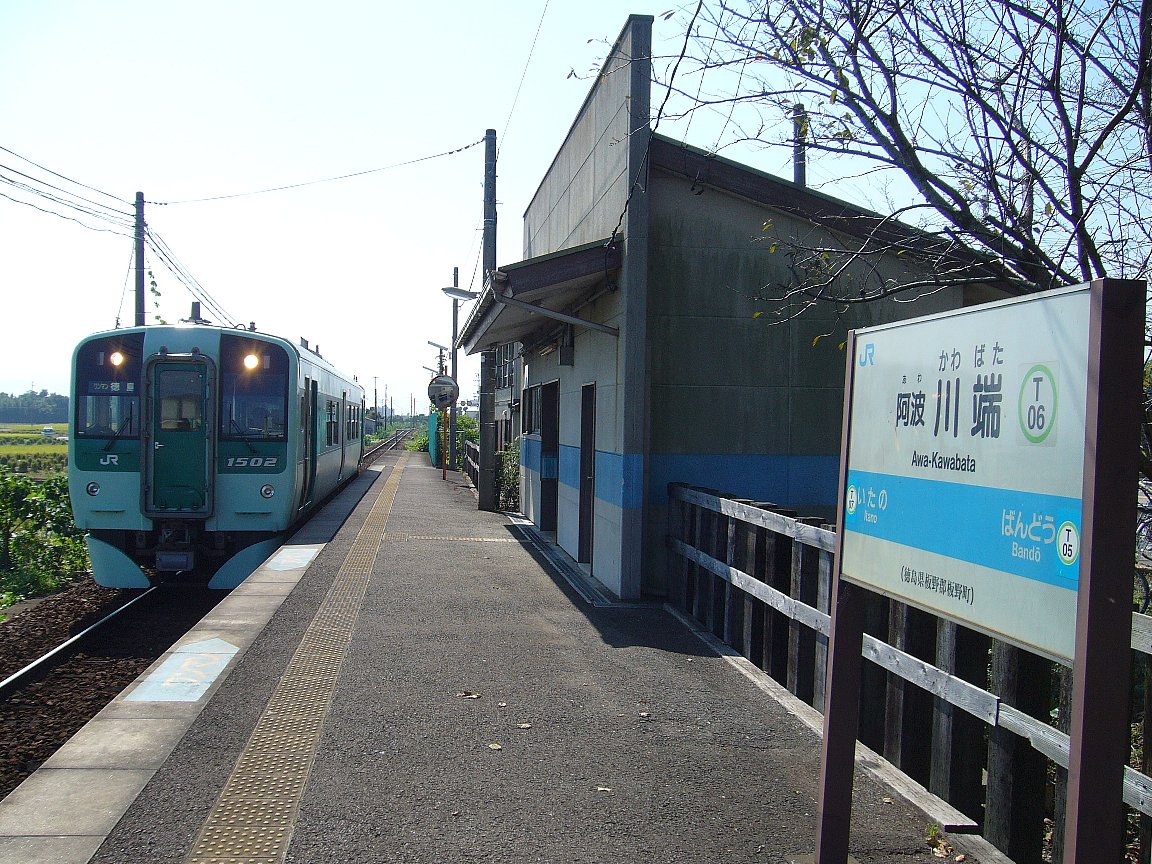
ホーム 1500形気動車が入線（2006年9月、坂東方より）

駅舎内部に自立式の自動券売機が設置されている。
駅舎内にあったトイレは2019年に廃止された。
高徳線の徳島県内の区間で唯一交換設備を持っていない駅である。

## 利用状況
利用者数は184人/日である。

## 駅周辺
県道が駅前を通っており交通量は多い。駅の周囲は田園風景だが、民家も結構ある。平日は通勤通学客が乗ってきた自転車で、駅前は一杯になる。
- 高松自動車道板野IC
- 徳島県道12号鳴門池田線
- 旧撫養街道
- 川端郵便局
- 川端教育集会所
- 川端コミュニティセンター
- 四国88ヶ所第2番札所極楽寺
- 妙薬寺
- 諏訪神社
- 愛宕山古墳
- 長谷川牧場[6] - 阿波牛の牧場。敷地面積は13.9ha[7]。
- 旧吉野川

### バス路線
徳島県道12号線沿いに「川端駅前」停留所があり、徳島バスの鳴門大麻線が経由する。

## 隣の駅
四国旅客鉄道（JR四国）
■高徳線
■普通
板野駅 (T07) - 阿波川端駅 (T06) - 板東駅 (T05)